# Série 4700 da CP

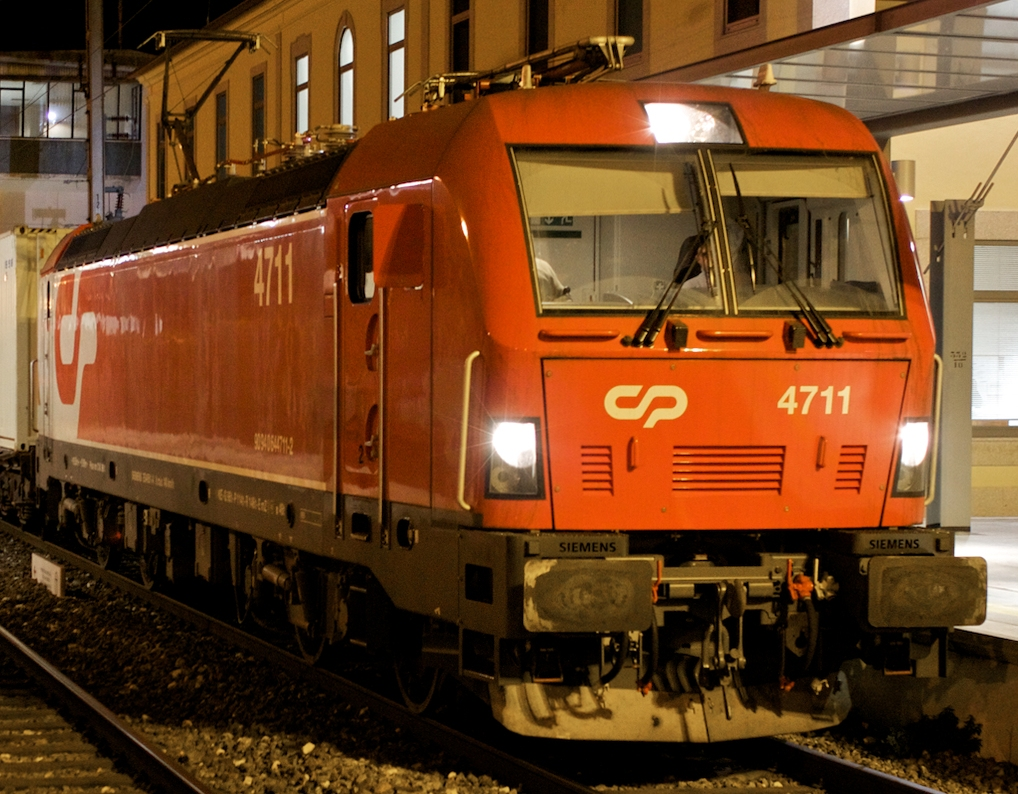
Locomotiva n.º 4711 na Estação Ferroviária de Vila Nova de Gaia, em 2009.

A Série 4700 (90 94 0 644701-3 a 90 94 0 644725-2), oficialmente denominada como LE 4700, é um tipo de locomotiva a tração elétrica, ao serviço da operadora portuguesa Medway. Esta série foi encomendada pela empresa Comboios de Portugal à Siemens em 2006, tendo entrado ao serviço em Fevereiro de 2009.

## História

### Aquisição

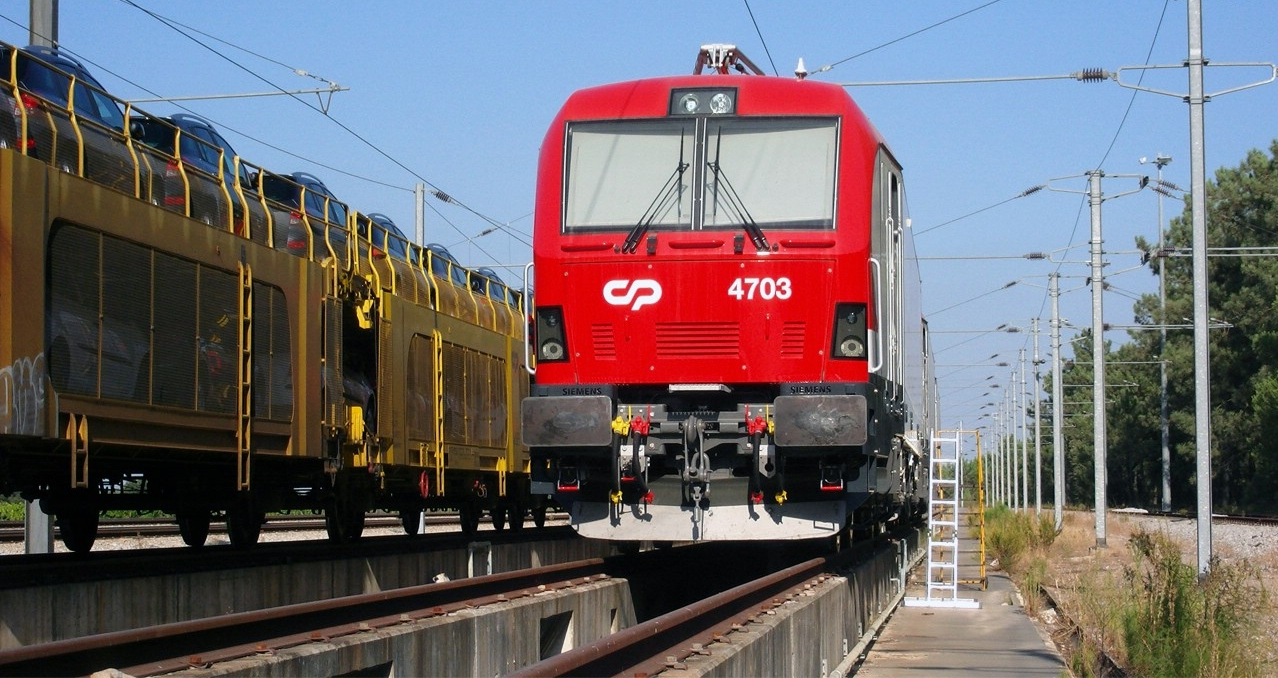
Locomotiva n.º 4703, em ensaios no parque de material de Poceirão, em 2008.

Em 29 de Abril de 2004, a operadora Comboios de Portugal iniciou um concurso público para adquirir quinze novas locomotivas a tração elétrica, com uma opção para encomendar mais 10 unidades, e as peças de parque e sobressalentes suficientes para durar 10 anos. Estas locomotivas seriam utilizadas para serviços de mercadorias, de forma a substituir as 25 locomotivas das Séries 2500 e 2550, produzidas nas décadas de 1950 e 1960, que já apresentavam uma reduzida fiabilidade, e elevados gastos de manutenção. O concurso deveria ter sido terminado em 20 de Setembro, mas foi alargado pela operadora até 25 de Outubro, devido a alterações no conselho de gerência; nessa altura, existiam várias companhias interessadas, incluindo a Siemens e a Bombardier.
A empresa Siemens foi escolhida em Dezembro de 2005, tendo a encomenda sido realizada em Janeiro de 2006. O contrato inicial, de cerca de 70 milhões de euros contemplava a aquisição de apenas quinze locomotivas, com uma cláusula que permitia a encomenda de mais dez unidades. O design final destas locomotivas foi apresentado na exposição InnoTrans desse ano, em Berlim. Esta foi a maior operação de compra de locomotivas em Portugal, desde a aquisição da Série 5600, em 1990.
Em 2007, foi utilizada a opção de compra de mais dez unidades, o que aumentou o valor total para cerca de 94 milhões de euros. Este investimento foi pago em 30% por capitais próprios da empresa, tendo os 70% restantes sido cobertos com recurso a empréstimos financeiros, dos quais 25% vieram do Banco Europeu de Investimento.

### Fabrico e entrada ao serviço
A produção destas locomotivas iniciou-se em Fevereiro de 2007, tendo sido as primeiras locomotivas da terceira geração da família Eurosprinter da Siemens, com alguns componentes ainda em concepção, motivo pelo qual as primeiras três unidades tiveram um tempo de fabrico mais alargado do que as restantes. Estas locomotivas foram fabricadas em Munique, na Alemanha, tendo as 22 unidades seguintes sido construídas nas oficinas da Empresa de Manutenção de Equipamento Ferroviário, no Entroncamento. para este fim, estas instalações foram visitadas por responsáveis da Siemens. Em Julho, as primeiras locomotivas já se encontravam na linha de montagem, com a estrutura da caixa pronta, e já pintadas. Previa-se que a primeira locomotiva seria submetida a vários testes após o seu fabrico, incluindo os sistemas de proteção frontal, e entregue à companhia portuguesa no segundo semestre de 2008, para uso na CP Carga.
Em 2 de Outubro de 2008, foi realizado o primeiro serviço de linha destas locomotivas em território nacional; nesta viagem, que ocorreu sem problemas, foi percorrido o trajecto entre o Poceirão e o Terminal XXI, rebocando um comboio de contentores com cerca de 900 toneladas de peso e 550 metros de comprimento.

Esta Série foi homologada em Fevereiro de 2009, tendo as primeiras quinze locomotivas, relativas à fase inicial, entrado ao serviço nesse mês; em 28 de Agosto, foi oficialmente entregue a última das 25 unidades. Nesse mês, a Siemens associou-se à EMEF, formando o Agrupamento Complementar de Empresas, cujo propósito era construir um novo complexo de manutenção no Entroncamento, destinado ao material circulante a tração elétrica, nomeadamente as locomotivas das Séries 5600 e 4700, ambas fabricadas pela Siemens.

## Caracterização

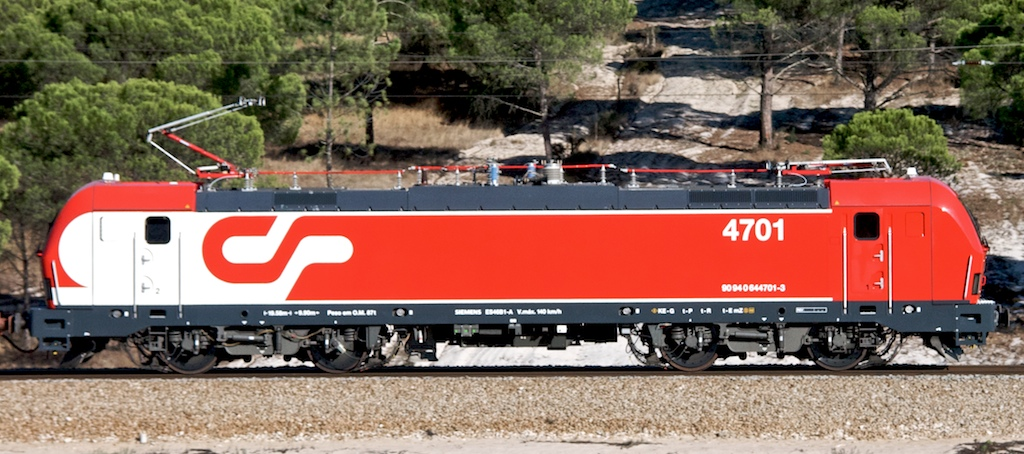
Lateral da locomotiva 4701.

Esta série é constituída por 25 locomotivas ES46F1 da Siemens, com a numeração 4701 a 4725; a tração utilizada é elétrica, com uma tensão de 25 kV e 50 Hz, sendo a transmissão do tipo elétrico assíncrono.
Os rodados apresentam uma configuração em Bo′Bo′, podendo ser trocados para circulação em vias de bitola distinta.
Cada locomotiva pode atingir uma velocidade máxima de 140 km/h, e possuem uma potência nominal de 4684 kW, e um esforço de tração de 300 kN.
O design é baseado no estilo Taurus da Siemens, com uma predominância da cor encarnada na caixa das locomotivas, e um logótipo dos Comboios de Portugal.
A cabine de condução é à prova de colisões, e dispõem de sistemas de proteção frontal.
Estão aptas para rebocar comboios até 1000 toneladas, em qualquer perfil de via nacional. Embora também possam rebocar comboios de passageiros, o seu propósito inicial é apenas assegurar a tração de composições de mercadorias.
Estas locomotivas incorporam novas tecnologias, que aumentam a eficiência energética, possibilitando uma redução nos custos operacionais, e que diminuem o impacto ambiental do seu funcionamento.

## Ficha técnica
- Características gerais

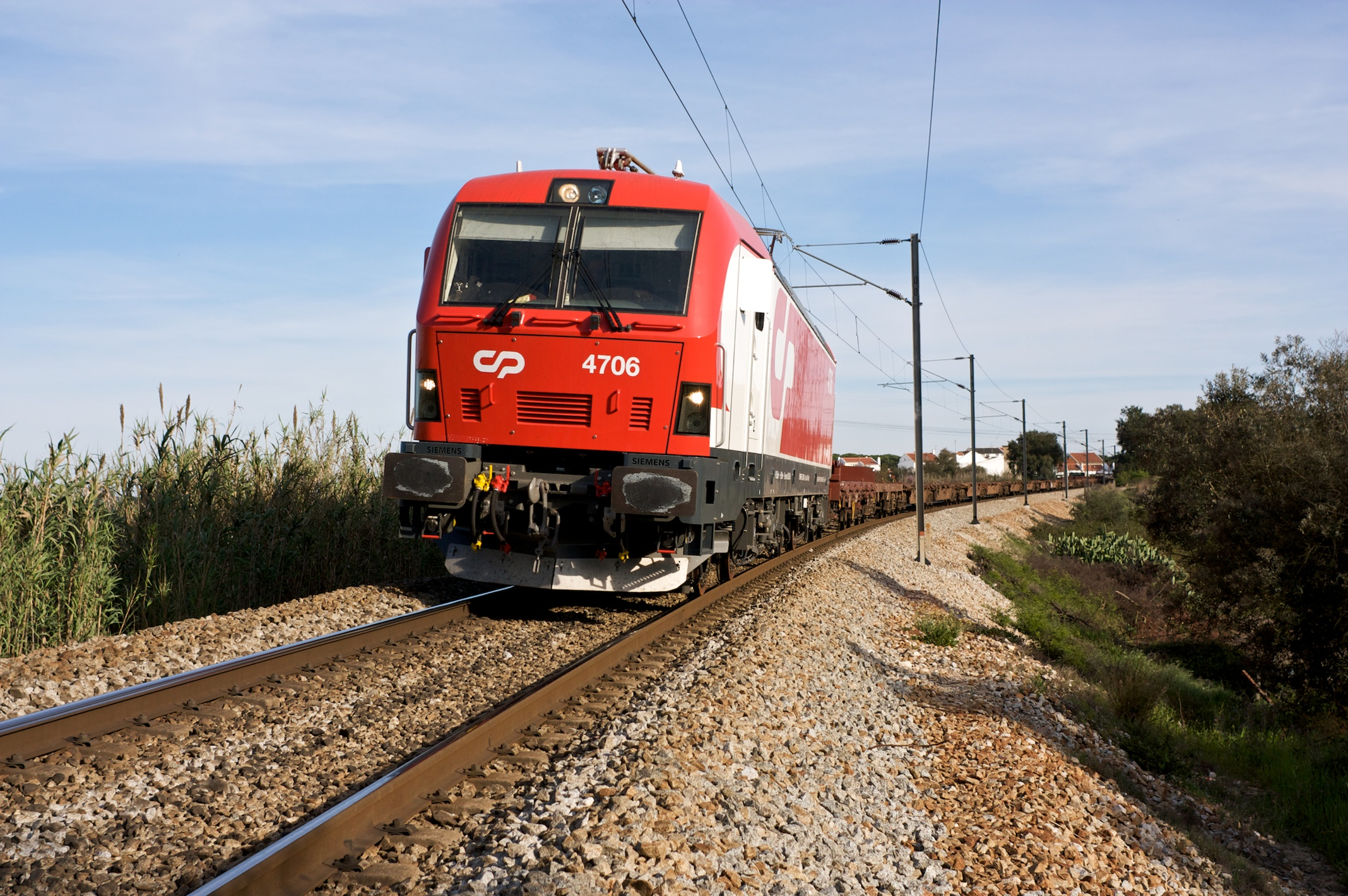
Locomotiva n.º 4706, a rebocar um comboio de contentores, junto a Alcácer do Sal.

  - Número de unidades construídas: 25 (4701-4725)[16][17]
  - Ano de entrada ao serviço: 2009[16][17]
  - Classificação dos rodados: Bo′Bo′[17]
  - Tipo de tração: Elétrica[17]
  - Tipo de locomotiva (construtor): ES46F1[17]
  - Fabricantes: Siemens e EMEF[4][6]
- Performances
  - Velocidade Máxima: 140 km/h[16][17]
  - Potência nominal: 4684 kW (6373 cv)[17]
  - Esforço de tração: 300 kN[17]
- Equipamento Elétrico
  - Tipo de transmissão: Elétrica assíncrona[16]
  - Tensão de Alimentação: 25 kV / 50 Hz[17]

| :  | qt. | estado                |
| -- | --- | --------------------- |
| ⏩︎ | 23  | vendidas, em Portugal |
| ⚒︎  | 2   | em reparação          |
| 25 | 25  | (total)               |

| №    | :  | a           | observações                                                  |
| ---- | -- | ----------- | ------------------------------------------------------------ |
| 4701 | ⏩︎ | [ quando? ] | Construída em 2009. Vendida à Medway. Batizada de Diana.     |
| 4702 | ⏩︎ | [ quando? ] | Construída em 2009. Vendida à Medway. Batizada de Joana.     |
| 4703 | ⏩︎ | [ quando? ] | Construída em 2009. Vendida à Medway. Batizada de Maria.     |
| 4704 | ⏩︎ | [ quando? ] | Construída em 2009. Vendida à Medway. Batizada de Sandrina.  |
| 4705 | ⏩︎ | [ quando? ] | Construída em 2009. Vendida à Medway. Batizada de Cátia.     |
| 4706 | ⏩︎ | [ quando? ] | Construída em 2009. Vendida à Medway. Batizada de Carolina.  |
| 4707 | ⚒︎  | [ quando? ] | Construída em 2009. Vendida à Medway. Batizada de Miriam.    |
| 4708 | ⏩︎ | [ quando? ] | Construída em 2009. Vendida à Medway. Batizada de Tatiana.   |
| 4709 | ⏩︎ | [ quando? ] | Construída em 2009. Vendida à Medway. Batizada de Sónia.     |
| 4710 | ⏩︎ | [ quando? ] | Construída em 2009. Vendida à Medway. Batizada de Júlia.     |
| 4711 | ⏩︎ | [ quando? ] | Construída em 2009. Vendida à Medway. Batizada de Margarida. |
| 4712 | ⏩︎ | [ quando? ] | Construída em 2009. Vendida à Medway. Batizada de Alexandra. |
| 4713 | ⏩︎ | [ quando? ] | Construída em 2009. Vendida à Medway. Batizada de Cristina.  |
| 4714 | ⏩︎ | [ quando? ] | Construída em 2009. Vendida à Medway. Batizada de Neuza.     |
| 4715 | ⏩︎ | [ quando? ] | Construída em 2009. Vendida à Medway. Batizada de Liliana.   |
| 4716 | ⚒︎  | [ quando? ] | Construída em 2009. Vendida à Medway. Batizada de Bárbara.   |
| 4717 | ⏩︎ | [ quando? ] | Construída em 2009. Vendida à Medway. Batizada de Mariana.   |
| 4718 | ⏩︎ | [ quando? ] | Construída em 2009. Vendida à Medway. Batizada de Raquel.    |
| 4719 | ⏩︎ | [ quando? ] | Construída em 2009. Vendida à Medway. Batizada de Earine.    |
| 4720 | ⏩︎ | [ quando? ] | Construída em 2009. Vendida à Medway. Batizada de Daniela.   |
| 4721 | ⏩︎ | [ quando? ] | Construída em 2009. Vendida à Medway. Batizada de Mafalda.   |
| 4722 | ⏩︎ | [ quando? ] | Construída em 2009. Vendida à Medway. Batizada de Aryanna.   |
| 4723 | ⏩︎ | [ quando? ] | Construída em 2009. Vendida à Medway. Batizada de Sofia.     |
| 4724 | ⏩︎ | [ quando? ] | Construída em 2009. Vendida à Medway. Batizada de Filipa.    |
| 4725 | ⏩︎ | [ quando? ] | Construída em 2009. Vendida à Medway. Batizada de Susana.    |